# Шандор Балог
Шандор Балог (мађ. Balogh Sándor; 18. март 1920) је био мађарски фудбалер, репрезентативац који је играо на позицији дефанзивца.Од клубова играо је за  Ержебет Спартакус и за Ујпешт. Између 1942. и 1950. године за репрезентацију Мађарске наступио је 24 пута. Био је члан почетне ререзентације који су касније добили надимак моћни Мађари. После престанка активног играња фудбала. посветио се тренерском послу и између осталих тренирао је ФК Ујпешт, Бањас из Татабање, ВСЦ Мишколц и Дожа Печуј.

## Каријера

### Клуб
У доби од 16 година дебитовао је за први тим Пештержебет МТК у лигашкој утакмици, а затим је од 1940. године пуних тринаест година наступао за Ујпешт. Са Ујпештом је освојио три титуле шампиона Мађарске (пролеће 1945, 1945–46, 1946–47), био је два пута вицешампион (1940–41, 1941–42) и два пута освојио треће место (јесен 1950, 1951, 1952). Године 1985. ушао је у кућу славних Ујпешт Доже.

### Репрезентација
Између 1942. и 1950. године, појавио се у репрезентацији 24 пута. Играо је у бројним утакмицама, укључујући и чувену утакмицу између Мађарске и Пољске 10. јула 1949. године, која је завршила победом Мађарске са 8:2. Такође, одиграо је по једну утакмицу за омладинску репрезентацију 1942. године и за Б репрезентацију 1947. године.

### Тренер
После играчке каријере, он је тренирао неколико тимова: од 1954. до 1956. и од 1959. до 1963. године са млађим саставом Ујпешт Доже, од 1957. до 1958. и од 1965. до 1966. године са првим тимом, а затим од 1966. до 1980. године са тимом одређене старосне категорије.

## Достигнућа

### Као играч
- Прва лига Мађарске у фудбалу
  - шампион: пролеће 1945, 1945/46 и 1946/47.
  - 2.: 1940/41, 1941/42.
  - 3.: Јесен 1950, 1951 и 1952
- Фудбалска репрезентација Мађарске
  - Балкански куп у фудбалу за репрезентације шампион: 1947.
- Играч године, 1945.
- Медаља Мађарске Народне Републике за спортске заслуге, сребрни разред (1951.)[2]
- Спортиста Мађарске Народне Републике (1951)[3]

### Као тренер
- Прва лига Мађарске у фудбалу
  - 3.: 1965.
- Члан куће славних Ујпешт Доже: 1985.

## Белешка
1. ↑  Између 1950. и 1953. године клуб се звао Ујпешт Дожа Будимпешта